# PSL Research University
A Université Paris Sciences et Lettres (ou apenas Université PSL) é uma instituição pública de ensino e pesquisa localizada em Paris, Île-de-France, França. É atualmente considerada a mais prestigiada universidade da França e uma das sucessoras da extinta Universidade de Paris. Ela se tornou a universidade no mundo com mais medalhistas Fields afiliados da história, ultrapassando a Universidade de Princeton.
Fundada em 2010 a partir da junção de 11 estabelecimentos preexistentes, que estao em atividade desde 1530, a Paris Sciences et Lettres é uma das líderes mundiais em matemática, física, química, astronomia, engenharia e tecnologia, bem como em outros campos, dos quais administração, economia, linguística, artes, filosofia, ciências humanas e sociais.
Alunos e professores da PSL incluem 28 laureados com o Prêmio Nobel, 18 medalhistas Fields, 3 laureados com o Prêmio Abel, 49 medalhistas de ouro do Centre national de la recherche scientifique, 50 vencedores do Prêmio César e 79 vencedores do Prêmio Molière. É uma das instituições de ensino e pesquisa mais bem posicionadas no mundo. 

## Estabelecimentos membros
- Collège de France
- École nationale supérieure de chimie de Paris
- Escola Normal Superior de Paris
- Escola Prática de Altos Estudos
- École supérieure de physique et de chimie industrielles de la ville de Paris
- Instituto Curie
- École nationale supérieure des mines de Paris
- Observatório de Paris
- Université Paris-Dauphine
- Centre national de la recherche scientifique
- Institut National de la Santé et de la Recherche Médicale